# 37
37（三十七、さんじゅうしち、さんじゅうなな、みそなな、みそじあまりななつ）は自然数、素数、また整数において、36の次で38の前の数である。

## 性質
- 37は12番目の素数である。1つ前は31、次は41。
  - 約数の和は38。
- 最小の非正則素数である。次は59。
- 1/37 = 27/999 = 0.027… (下線部は循環節で長さは3)
  - 逆数が循環小数になる数で循環節が3になる2番目の数である。1つ前は27、次は54。(オンライン整数列大辞典の数列 A069105)
- 全ての自然数は、高々37個の五乗数の和で表すことができる（ウェアリングの問題）。
- 3 × 37は111となり、1が3つ並ぶレピュニット R3 となるので、3桁の同じ数でできている数はすべて3と37の素因数を持つ。

例．111 = 3 × 37、222 = 2 × 3 × 37、333 = 32 × 37、…
- 10進数表記において桁を入れ替えても素数となる4番目のエマープである。(37 ←→ 73) 1つ前は31、次は71。
- 3 と 7 を使った最小の素数である。次は73。ただし単独使用を可とするなら1つ前は7。(オンライン整数列大辞典の数列 A020463)
  - 37…7 の形の最小の素数である。次は377777777777。(オンライン整数列大辞典の数列 A093939)
  - 3…37 の形の最小の素数である。次は337。(オンライン整数列大辞典の数列 A093168)
- 37 = 22 × 32 + 1より、8番目のピアポント素数である。1つ前は19、次は73。(オンライン整数列大辞典の数列 A005109)
- 37 = 25 + 5
  - n = 5 のときの 2n + 5 の値とみたとき1つ前は21、次は69。(オンライン整数列大辞典の数列 A168614)
    - 2n + 5 の形の3番目の素数である。1つ前は13、次は2053。(オンライン整数列大辞典の数列 A057733)

  - n = 5 のときの 2n + n の値とみたとき1つ前は20、次は70。(オンライン整数列大辞典の数列 A006127)
    - 2n + n の形の3番目の素数である。1つ前は11、次は521。(オンライン整数列大辞典の数列 A129962)
- 37 の立方根は自然対数 ln 28 の近似値となる。
- 3番目の六芒星数である。1つ前は13、次は73。
  - 六芒星数かつ中心つき六角数となる2番目の数である。1つ前は1、次は1261。(オンライン整数列大辞典の数列 A006062)
- 各位の和が10になる3番目の数である。1つ前は28、次は46。
  - 各位の和が10になる数で素数になる2番目の数である。1つ前は19、次は73。(オンライン整数列大辞典の数列 A107579)
- 各位の平方和が58になる最小の数である。次は73。(オンライン整数列大辞典の数列 A003132)
  - 各位の平方和が n になる最小の数である。1つ前の57は227、次の59は137。(オンライン整数列大辞典の数列 A055016)
- 各位の立方和が370になる最小の数である。次は73。(オンライン整数列大辞典の数列 A055012)
  - 各位の立方和が n になる最小の数である。1つ前の369は1356、次の371は137。(オンライン整数列大辞典の数列 A165370)
- 37 = 43 − 33
  - n = 4 のときの n3 − (n − 1)3 の値とみたとき1つ前は19、次は61。(オンライン整数列大辞典の数列 A003215)
  - 連続する立方数の差で表せる3番目の素数である。1つ前は19、次は61。
  - 37 = 42 + 4 × 3 + 32
  - 1辺4の立方体を1辺1の立方体64個を使って作ったとき、同時に見ることができる1辺1の立方体は最大37個である。
  - 4番目の中心つき六角数である。1つ前は19、次は61。
- 37 = 62 + 1
  - n = 2 のときの 6n + 1 の値とみたとき1つ前は7、次は217。(オンライン整数列大辞典の数列 A062394)
    - 6n + 1 の形の3番目の素数である。1つ前は7、次は1297。(オンライン整数列大辞典の数列 A182331)

  - n = 6 のときの n2 + 1 の値とみたとき1つ前は26、次は50。(オンライン整数列大辞典の数列 A002522)
    - n2 + 1 で表される4番目の素数である。1つ前は17、次は101。

  - 37 = 12 + 62
    - 異なる2つの平方数の和で表せる10番目の数である。1つ前は34、次は40。(オンライン整数列大辞典の数列 A004431)
- n = 37 のときの n! + 1 で表せる 37! + 1 は6番目の階乗素数である。1つ前は27、次は41。(オンライン整数列大辞典の数列 A002981)

37! + 1 = 13763753091226345046315979581580902400000001
- 11番目の幸運数である。1つ前は33、次は43。
  - 幸運数自身のすべての約数が幸運数である数としては9番目である。1つ前は31、次は43。
  - 累乗数はもちろん1にもなり得ない8番目の幸運数である。1つ前は33、次は43。
- 37 = 72 − 52 + 32 + 22
  - n = 2 のときの 7n − 5n + 3n + 2n の値とみたとき1つ前は7、次は253。(オンライン整数列大辞典の数列 A135164)
- 37 = 33 + 32 + 1
  - n = 3 のときの n3 + n2 + 1 の値とみたとき1つ前は13、次は81。(オンライン整数列大辞典の数列 A098547)
    - n3 + n2 + 1 の形の3番目の素数である。1つ前は13、次は151。(オンライン整数列大辞典の数列 A120479)

## その他 37 に関連すること
- 原子番号 37 の元素は、ルビジウム (Rb)。
- 第37代天皇は、斉明天皇。
- 第37代内閣総理大臣は、米内光政。
- 年始から数えて37日目は2月6日。
- 通算して第37代の征夷大将軍は、徳川綱吉（江戸幕府第5代将軍）。
- 大相撲第37代横綱は、安藝ノ海節男。
- アメリカ合衆国第37代大統領は、リチャード・M・ニクソン。
- アメリカ合衆国の37番目の州は、ネブラスカ州。
- JIS X 0401、ISO 3166-2:JPの都道府県コードの「37」は香川県。
- 第37代周王は、赧王。
- 第37代ローマ教皇はダマスス1世（在位：366年 - 384年12月11日）である。
- 易占の六十四卦で第37番目の卦は、家人。
- クルアーンにおける第37番目のスーラは整列者である。
- ヨーロピアンスタイルのルーレットで選択出来る数字の升の数は、37個（0と1から36）。
- 数字選択式全国自治宝くじロト7の抽せんに使用されるボールの数は37個。
- チ-37号事件は、1961年に発生した偽札事件。
- 37階の男は、日本テレビ系列で放送されたテレビ映画。
- 37℃は、テレビドラマ、漫画の題名。
- 散開星団NGC 2169はその形状から37星団とも呼ばれる。
- 自動車の名称。
  - ランチア・ラリー037
  - 日産・スカイラインセダン V37
- 大日本帝国陸軍
  - 第37軍
  - 第37師団
  - 歩兵第37連隊

## 符号位置
| 記号 | Unicode | JIS X 0213 | 文字参照          | 名称                       |
| ---- | ------- | ---------- | ----------------- | -------------------------- |
| ㊲   | U+32B2  | 1-8-49     | &#x32B2; &#12978; | CIRCLED DIGIT THIRTY SEVEN |